# متوهیا
متوهیا (به لاتین: Metohiya) یک منطقهٔ مسکونی در بلغارستان است که در شهرستان ترکلیانو واقع شده‌است.